# Electronic Entertainment Expo 2010
De Electronic Entertainment Expo 2010, of kort E3 2010, is de 16de Electronic Entertainment Expo en vond plaats op 14, 15, 16, en 17 juni in het Los Angeles Convention Center. De E3 is een jaarlijkse handelsbeurs voor de computerspelindustrie gepresenteerd door de Entertainment Software Association (ESA). Het wordt gebruikt door computerspelontwikkelaars om hun toekomstige computerspellen en gerelateerde diensten bekend te maken.
In de west-hal van het Los Angeles Convention Center bevinden zich kraampjes van Sony Computer Entertainment, Nintendo, Atlus, Atari, Bethesda, Sony Online Entertainment en Capcom.
In de zuid-hal zijn kleine, medium en grote kraampjes. De grote kraampjes zijn die van Square Enix, MTV Games, Microsoft, Ubisoft, Disney Interactive Studios en Electronic Arts. De medium kraampjes worden bezet door Sega, Konami, THQ, Warner Bros. Interactive en Take-Two Interactive. De kleine kraampjes zijn van Namco Bandai and Tecmo Koei.

## Noemenswaardige spellen op de E3 2010
De huidige lijst van spellen die werden gepresenteerd op de E3 2010:
| 2K Games - Mafia II (PC, PS3, 360) - Sid Meier's Civilization V (PC) - Spec Ops: The Line (PC, PS3, 360) - X-COM (PC, 360) Activision - Call of Duty: Black Ops (PS3, PC, 360, Wii) - GoldenEye 007 (Wii) - Guitar Hero: Warriors of Rock (PS3, 360, Wii) - DJ Hero 2 (PS3, 360, Wii) - DJ Hero 3D (3DS) Atari - Test Drive Unlimited 2 (PS3, PC, 360) - The Witcher 2: Assassins of Kings (PC) Atlus - Etrian Odyssey III: The Drowned City (DS) Bethesda - Brink (PS3, 360, PC) - Fallout: New Vegas (PS3, PC, 360) - Hunted: The Demon's Forge (PS3, 360, PC) - Rage (PS3, 360, PC, Mac) Capcom - 1942 (iPhone) - Bionic Commando Rearmed 2 (PS3, 360) - Dead Rising 2 (PS3, PC, 360) - Ghost Trick: Phantom Detective (DS) - Ghosts 'N Goblins: Gold Knights (iPhone) - Marvel vs. Capcom 3: Fate of Two Worlds (PS3, 360) - MotoGP 09/10 (PS3, 360) - Ōkamiden (DS) - Resident Evil: Revelations (3DS) - Sengoku Basara: Samurai Heroes (PS3, Wii) - Super Street Fighter IV 3D Edition (3DS) Codemasters - Bodycount (PS3, 360) - F1 2010 (PC, PS3, 360) - Jumpgate Evolution (PC) D3 Publisher - Ben 10 Ultimate Alien: Cosmic Destruction (DS, PSP, 360) - Ben 10: Ultimate Alien (Wii) - Despicable Me (DS, PS2, PS3, PSP, Wii, 360) - Family Party: Fitness Fun (Wii) - Kidz Bop Dance Party! The Video Game (Wii) - Puzzle Quest 2 (DS, PC, 360) Disney - Epic Mickey (Wii) - Guilty Party (Wii) - Pirates of the Caribbean: Armada of the Damned (PS3, 360, PC) - Toy Story 3: The Video Game (PS3, 360, PC) - Tron Evolution (PC, PS3) - Tron: Legacy (iPhone) EA - APB (PC) - Battlefield: Bad Company 2: Vietnam (PC, 360, PS3) - Bulletstorm (PS3, PC, 360) - Crysis 2 (PS3, PC, 360) - Dead Space 2 (PS3, PC, 360) - EA Sports Active 2.0 (Wii) - EA Sports MMA(PS3, 360) - FIFA Soccer 11 (DS, PC, PS3, PSP, 360, Wii) - Madden NFL 11 (PS3, PC, 360, Wii, PSP) - Medal of Honor (PC, PS3, 360) - NBA Elite 11 (PS3, 360) | - NBA Jam (Wii) - NBA Live 11 (PSP) - NCAA Football 11(PS2, PS3, 360) - Need for Speed: Hot Pursuit (PC, PS3, 360) - NHL 11(PS3, 360) - NHL Slapshot (Wii) - Spare Parts (PS3, 360) - The Sims 3 (DS, PS3, ,Wii, 360) - Tiger Woods PGA Tour 11(PS3, Wii, 360) Konami - Castlevania: Harmony of Despair (XBLA) - Castlevania: Lords of Shadow (PS3, 360) - Def Jam Rapstar (Wii) - Metal Gear Solid: Rising (PS3, PC, 360) demo, later geannuleerd - Metal Gear Solid: Snake Eater 3D (3DS) - Ninety-Nine Nights II (360) - Pro Evolution Soccer 2010 (iPhone) - Rush'N Attack Ex-Patriot (PS3, 360) - Saw II (PS3, 360) - Silent Hill 8 (PS3, 360) LucasArts - Lego Star Wars III (DS, PC, PS3, PSP, Wii, 360) - Monkey Island 2 SE (PC, PS3, 360) - The Force Unleashed II (DS, PC, PS3, PSP, Wii, 360) - Star Wars: The Old Republic (PC) Microsoft - Codename: Kingdom (360) - Fable III (360, PC) - Gears of War 3 (360) - Halo: Reach (360) - Milo and Kate (360) - Kinect spellen (360) - Kinect Adventures (360) - Kinect Joy Ride (360) - Kinect Sports (360) - Kinectimals (360) MTV Games - Dance Central (360) - Rock Band 3 (PS3, 360, Wii) Namco Bandai - Ace Combat: Joint Assault (PSP) - Clash of the Titans (PS3, 360) - Enslaved (PS3, 360) - Dragon Ball: Origins 2 (DS) - Naruto: Ultimate Ninja Storm 2 (PS3, 360) - Pac-Man Party (Wii) - Ridge Racer 3D (3DS) - Splatterhouse (PS3, 360) - Time Crisis: Razing Storm (PS3) Natsume - Harvest Moon DS: Grand Bazaar (DS) - Lufia: Curse of the Sinistrals (DS) - Rune Factory 3: A Fantasy Harvest Moon (DS) Nintendo - Animal Crossing 3DS (3DS) - Donkey Kong Country Returns (Wii) - Dragon Quest IX: Sentinels of the Starry Skies (DS) - FlingSmash (Wii) - Golden Sun: Dark Dawn (DS) - Kid Icarus: Uprising (3DS) - Kirby's Epic Yarn (Wii) | - Metroid: Other M (Wii) - The Legend of Zelda: Ocarina of Time 3D (3DS) - The Legend of Zelda: Skyward Sword (Wii) - Mario Kart 3DS (3DS) - Mario Sports Mix (Wii) - Mario vs. Donkey Kong: Mini-Land Mayhem! (DS) - Nintendogs + Cats (3DS) - Paper Mario 3DS (3DS) - Pilotwings Resort (3DS) - Pokémon Ranger: Guardian Signs (DS) - PokéPark Wii: Pikachu's Adventure (Wii) - Professor Layton and the Mask of Miracle (3DS) - Professor Layton and the Specter's Flute (DS) - Professor Layton and the Unwound Future (DS) - Samurai Warriors 3 (Wii) - Star Fox 64 3D (3DS) - Steel Diver (3DS) - Wii Party (Wii) Sega - Conduit 2 (Wii) - Crazy Taxi (PS3, 360) - Phantasy Star Portable 2 (PSP) - Sonic Adventure (PS3, 360) - Sonic the Hedgehog 4: Episode I (PS3, 360, Wii, IP) - Sonic Colours (Wii, DS) - Tournament of Legends (Wii) - Valkyria Chronicles 2 (PSP) - Vanquish (PS3, 360) - Yakuza 4 (PS3) Square Enix - Codename: Chocobo Racing 3D (3DS) - Deus Ex: Human Revolution (PS3, PC, 360) - Dungeon Siege III (PS3, PC, 360) - Final Fantasy XIV (PS3, PC) - Final Fantasy: The 4 Heroes of Light (DS) - Front Mission Evolved (PS3, 360, PC) - Kane & Lynch 2: Dog Days (PC, PS3, 360) - Kingdom Hearts: Birth by Sleep (PSP) - Kingdom Hearts Re:coded (DS) - Kingdom Hearts 3D (3DS) - Lara Croft and the Guardian of Light (PS3, PC, 360) - The 3rd Birthday (PSP) Sony - Dead Nation (PS3) - EyePet (PS3) - Free Realms (PS3) - God of War: Ghost of Sparta (PSP) - Gran Turismo 5 (PS3) - Hot Shots Tennis: Get a Grip (PSP) - Heroes on the Move (PS3) - Infamous 2 (PS3) - Invizimals (PSP) - Killzone 3 (PS3) - Kung Fu Rider (PS3) - LittleBigPlanet 2 (PS3) - MotorStorm: Apocalypse (PS3) - PlayStation Move games (PS3) | - SOCOM 4 (PS3) - Sorcery (PS3) - Sports Champions (PS3) - Start the Party (PS3) - TV Superstars (PS3) - The Agency (PS3) - The Fight: Lights Out (PS3) - The Last Guardian (PS3) - The Shoot (PS3) - The Sly Collection (PS3) - Twisted Metal (PS3) SNK - The King of Fighters XIII (PS3, 360) THQ - Devil's Third (PS3, 360) - de Blob: The Underground (Wii, DS) - Homefront (PS3, PC, 360) - Red Faction: Armageddon (PS3,360,PC) - Saint's Row 3 (NNB) - Warhammer 40,000 Online (PC) - Warhammer 40,000: Space Marine (PS3, 360) - WWE SmackDown vs Raw 2011 (360, DS, PC, PS2, PS3, PSP, WII, Mobiele telefoon) - WWE Online(PC) - WWE All Stars (360, PS2, PS3, PSP, Wii) Tecmo Koei - Dead or Alive: Dimensions (3DS) - Fist of the North Star: Ken's Rage (PS3, 360) - Samurai Warriors 3D (3DS) - Trinity: Zill O'll Zero (PS3) - Quantum Theory (PS3, 360) - Warriors: Legends of Troy (PS3, 360) Ubisoft - Assassin's Creed: Brotherhood (PS3, PC, 360) - Battle of Giants: Dinosaur Strike (3DS) - Driver: San Francisco (PS3, PC, 360, Wii, Mac OS X) - Hollywood 61 (3DS) - Just Dance 2 (Wii) - Scott Pilgrim vs. the World: The Game (PS3, 360) - Shaun White Skateboarding (PS3, PC, 360, Wii) - Rayman Origins (PSN, XBLA, Wiiware, iPad) - Tom Clancy's Ghost Recon: Future Soldier (PS3, PC, 360, Wii, DS, PSP) - Tom Clancy's HAWX 2 (PC, PS3, 360, Wii) - Tom Clancy's Splinter Cell: Chaos Theory (3DS) - Tom Clancy's Ghost Recon (3DS) Valve - Portal 2 (PC, 360, Mac) Warner Bros. - Batman: The Brave and the Bold (DS, Wii) - Batman: Arkham Asylum 2 (PS3, 360) - F.E.A.R. 3 (PC, PS3, 360) - Game Party 4 (360) - Legend of the Guardians: The Owls of Ga'Hoole (Wii, PS3, 360, DS) - LEGO Harry Potter: Jaren 1-4 (DS, PC, PS3, PSP, Wii, 360) - Mortal Kombat (PS3, 360) - Super Scribblenauts (DS) - The Lord of the Rings: Aragorn's Quest (DS, PS3, PSP, Wii) - The Lord of the Rings: War in the North (PC, PS3, 360) |

1995 · 1996 · 1997 · 1998 · 1999 · 2000 · 2001 · 2002 · 2003 · 2004 · 2005 · 2006 · 2007 · 2008 · 2009 · 2010 · 2011 · 2012 · 2013 · 2014 · 2015 · 2016 · 2017 · 2018 · 2019 · 2020 · 2021